# Полесье (гостиница)
Гости́ница «Поле́сье» (укр. Готель «Полісся») — заброшенная гостиница в Припяти в зоне отчуждения Чернобыльской АЭС.

## История
Гостиница была построена в середине 1970-х годов для гостей и посетителей Чернобыльской АЭС. 26 апреля 1986 года на атомной станции произошла авария, в результате чего жители Припяти были эвакуированы. В процессе ликвидации последствий аварии здание гостиницы, находящейся в прямой видимости от АЭС, использовалось для проживания ликвидаторов. Кроме того, в ней располагался дозиметрический пост, а с её крыши корректировщики занимались направлением с земли вертолётов. После окончания активной фазы ликвидации аварии здание было заброшено.
В 2012 году появились сообщения о намерении снести здания в разрушающемся городе, в том числе — и гостиницу «Полесье». Однако, эти планы не были реализованы и по состоянию на 2025 год, здание по-прежнему находится в полуразрушенном состоянии.

## В культуре
- В компьютерной игре «Call of Duty 4: Modern Warfare», лейтенант Прайс и капитан МакМиллан планировали убийство лидера террористов Имрана Захаева с крыши этого здания[6].
  - В игре S.T.A.L.K.E.R 2[6] на крыше гостиницы можно найти винтовку М701 — это отсылка к игре Call of Duty 4: Modern Warfare.
- Гостиница является одной из подлокаций в игре «S.T.A.L.K.E.R.: Тень Чернобыля».
- Французский фотограф Амбруаз Тезена включил гостиницу «Полесье» в список наиболее популярных маршрутов так называемого «чёрного туризма» или «туризма смерти» — посещения мест массовой гибели людей, наряду с Освенцимом, Орадур-сюр-Гланом и т. д.[7]
- Фигурировала в фильме «Лига Справедливости», судя по финальному трейлеру[8][9][10].

## Галерея

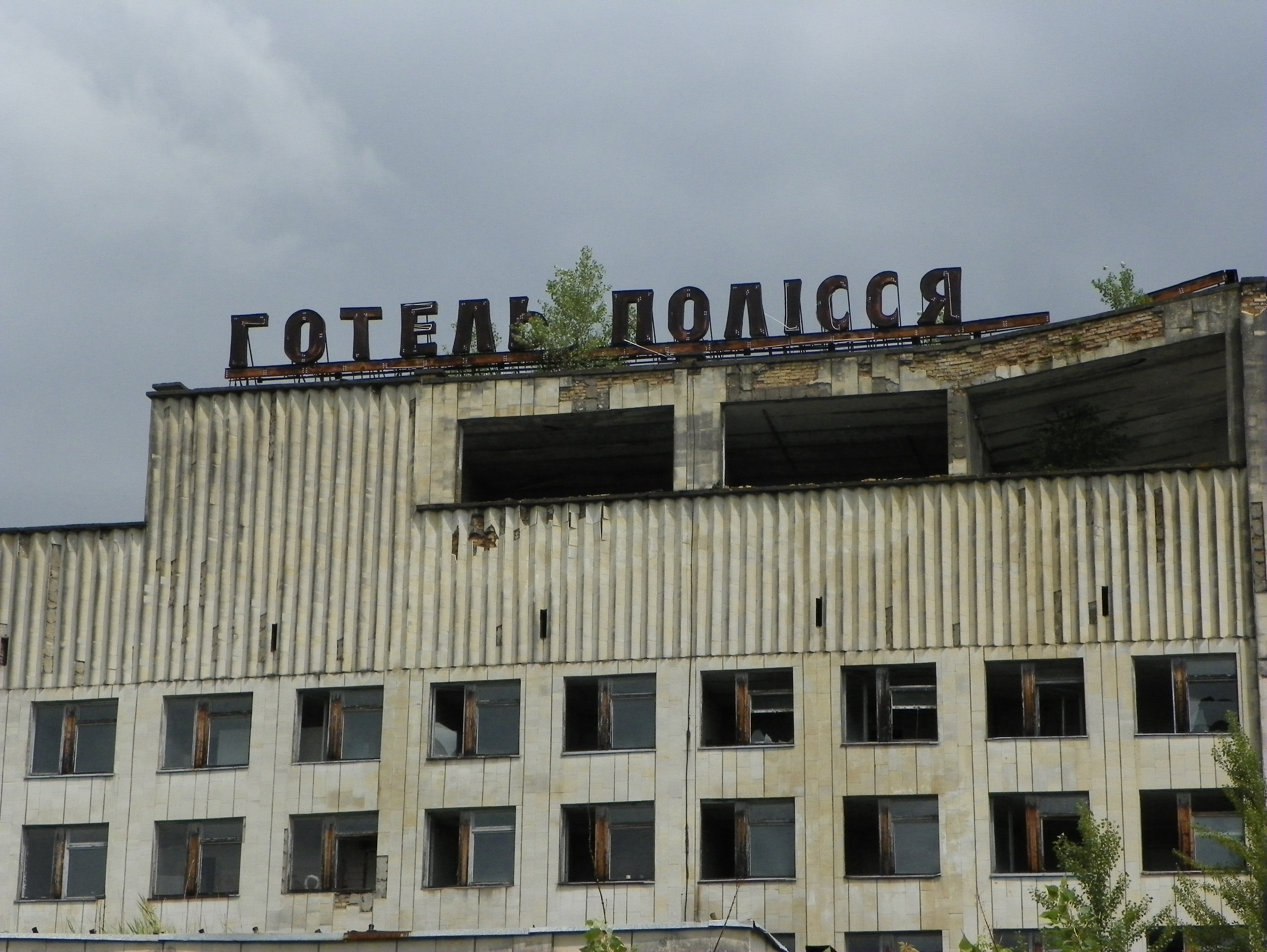
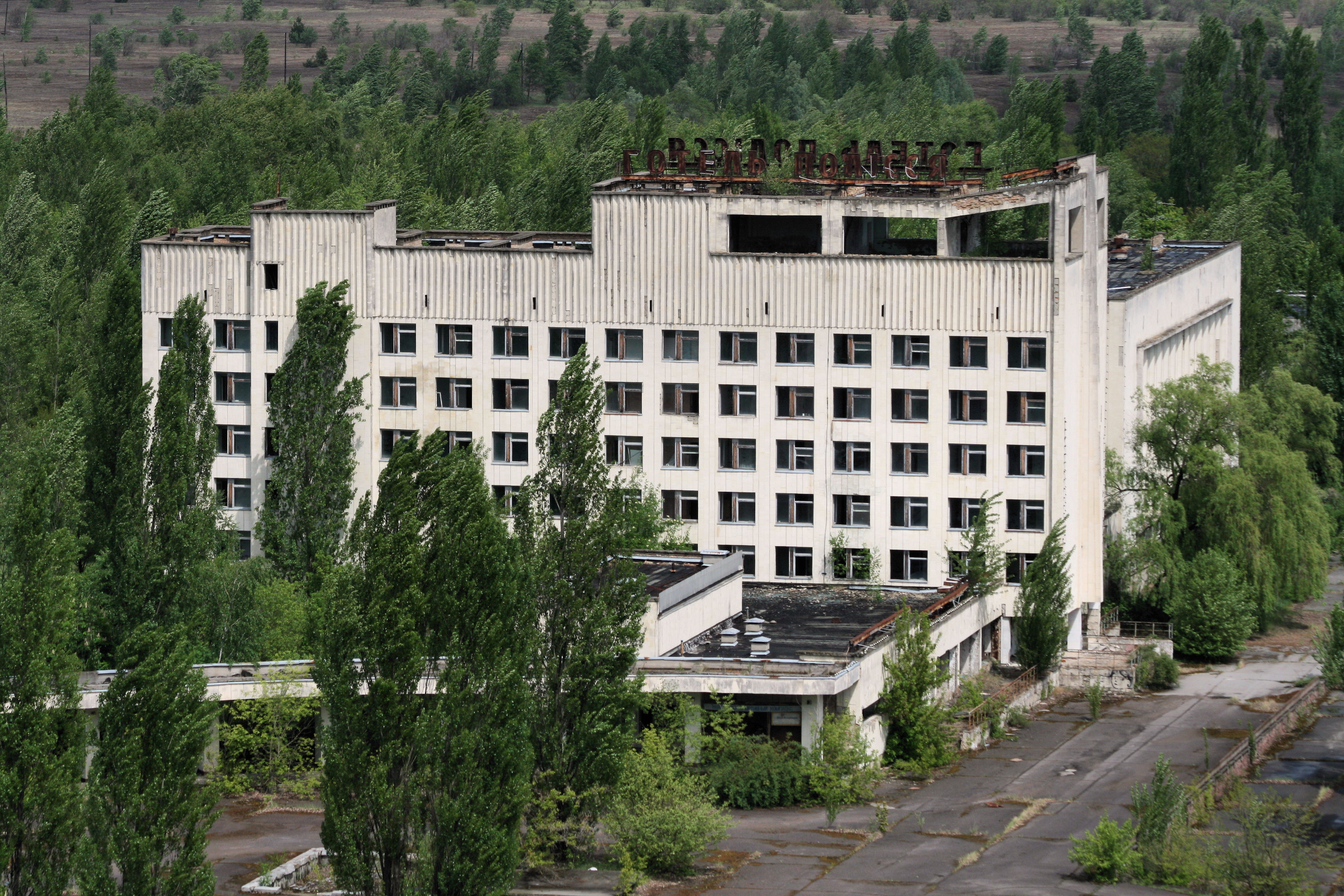
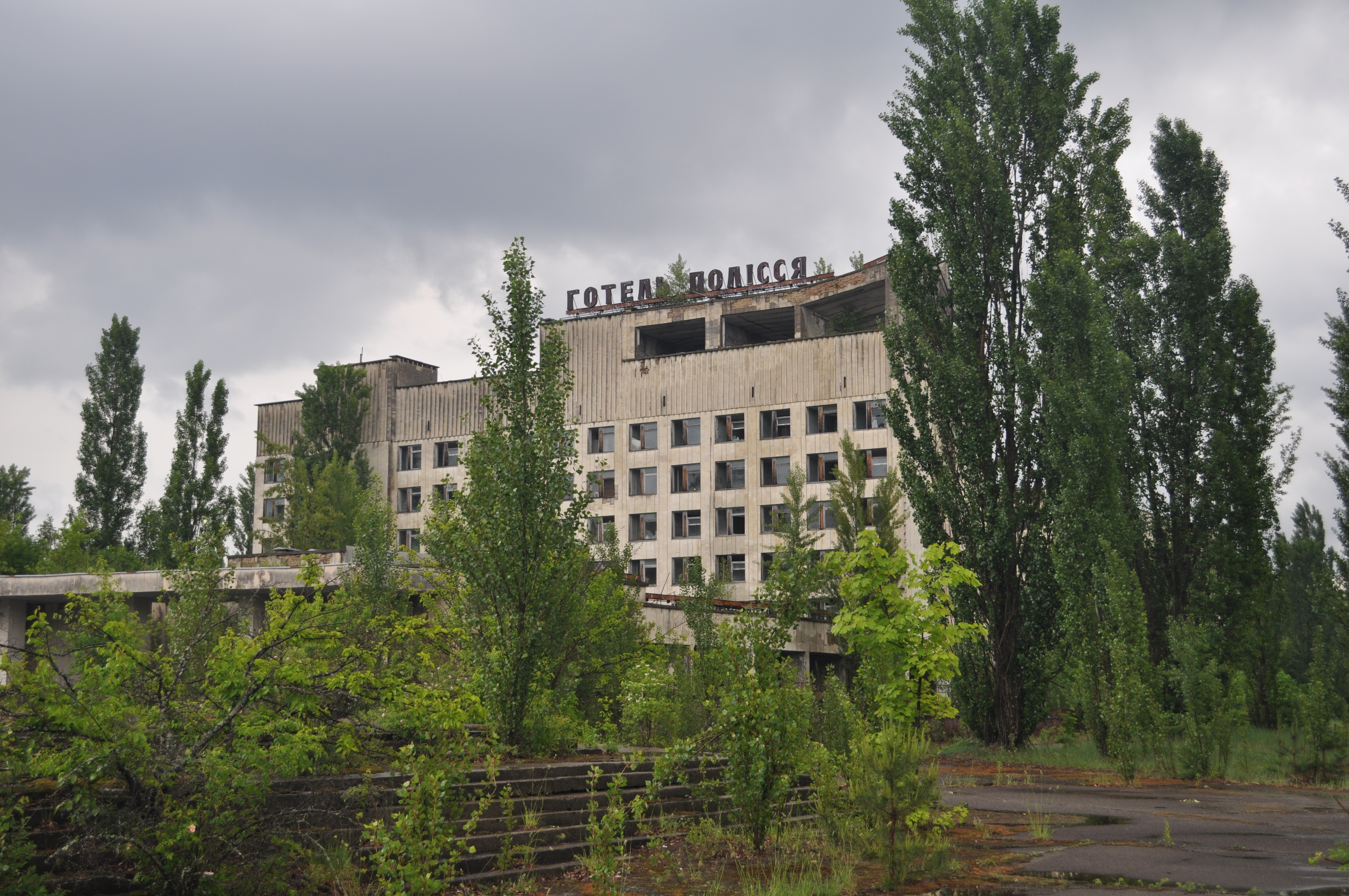
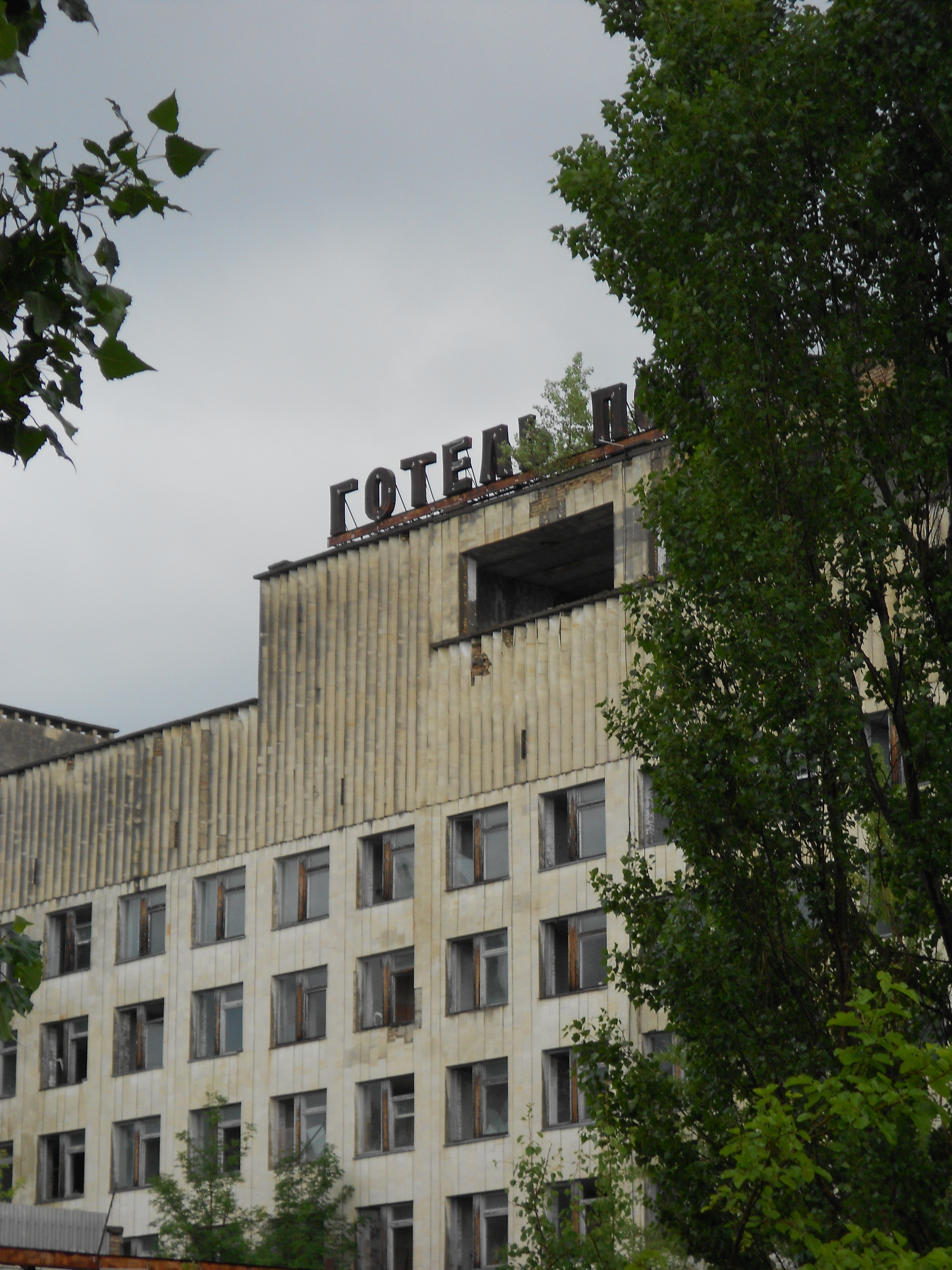
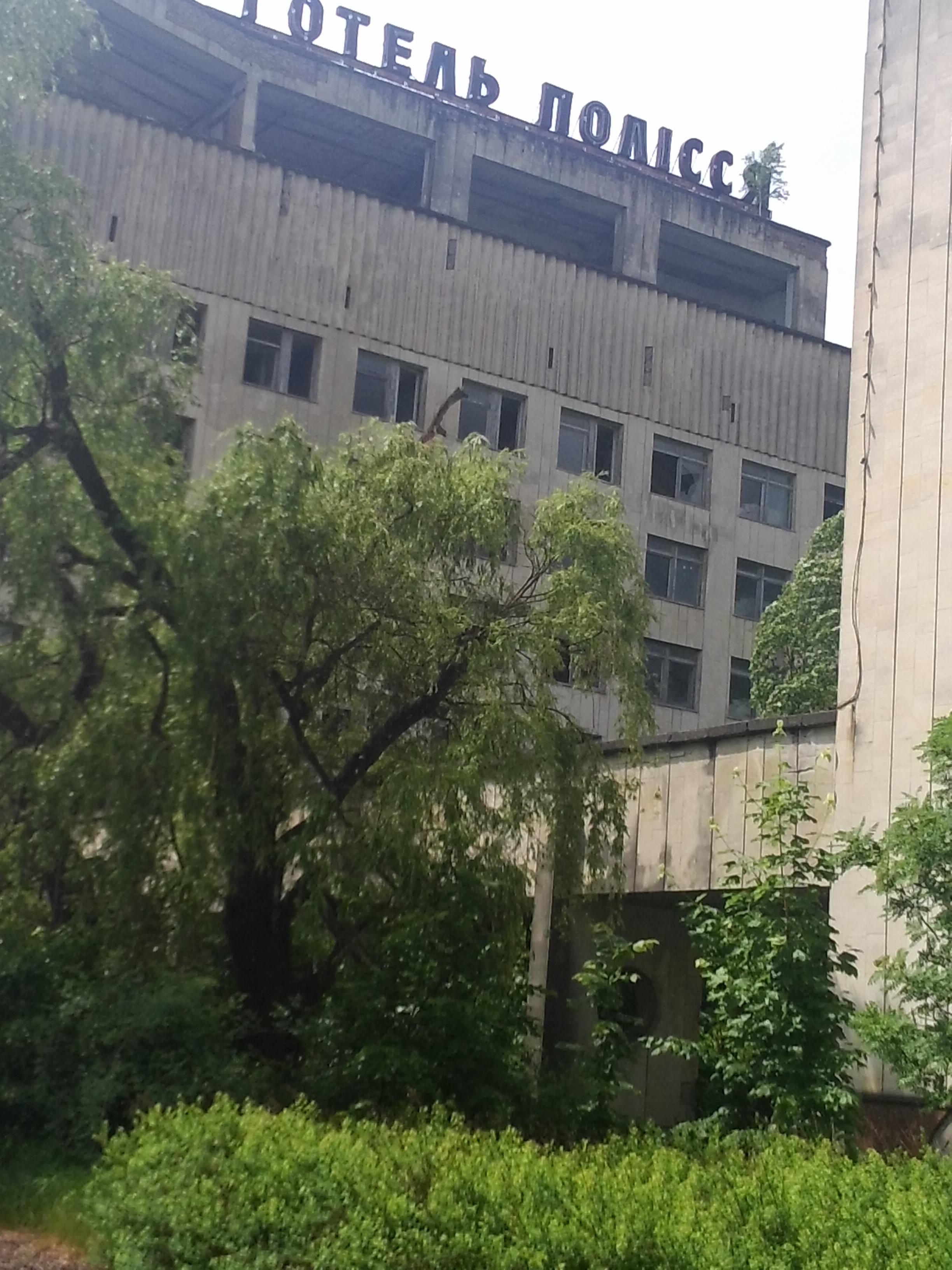
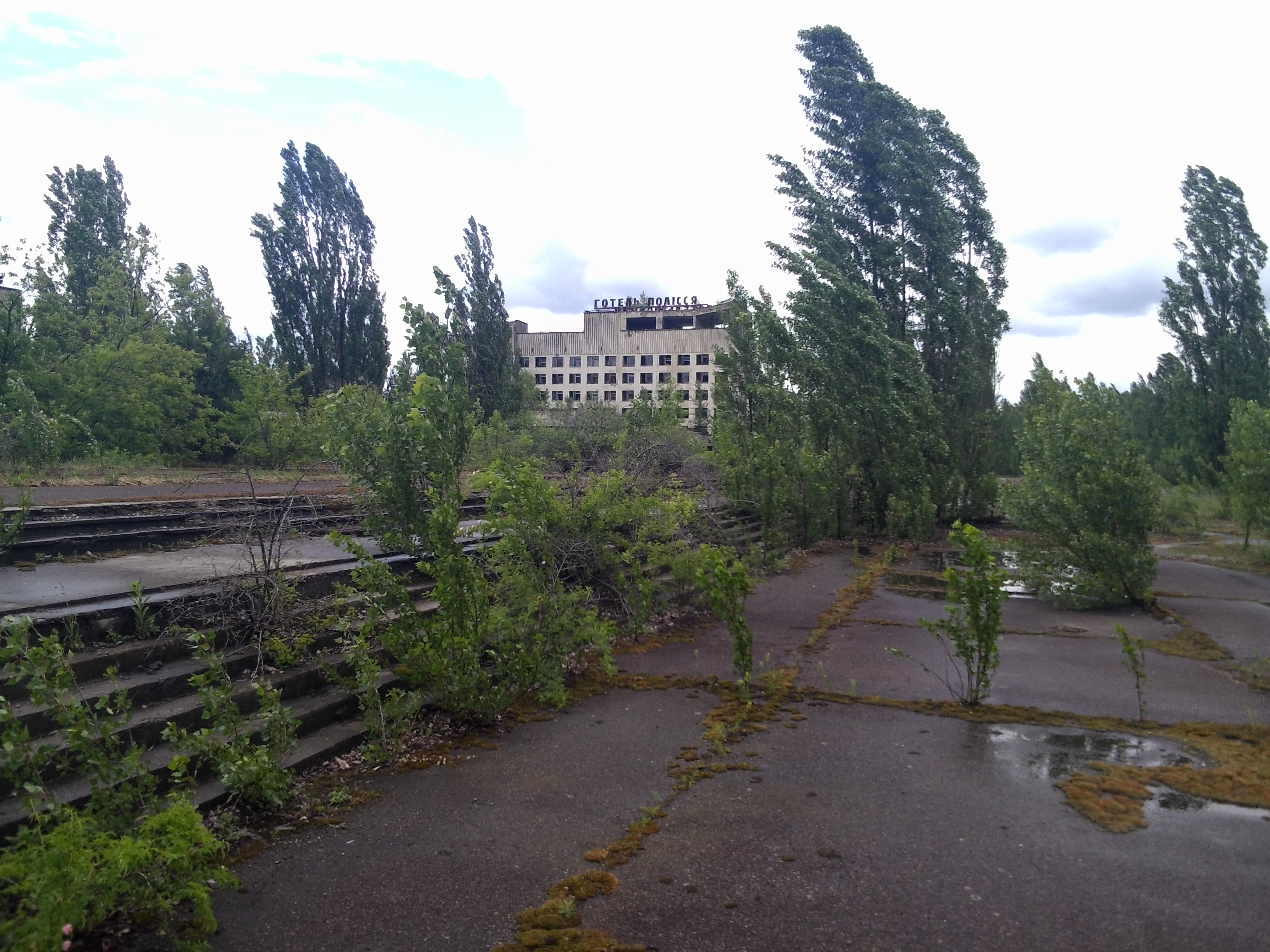
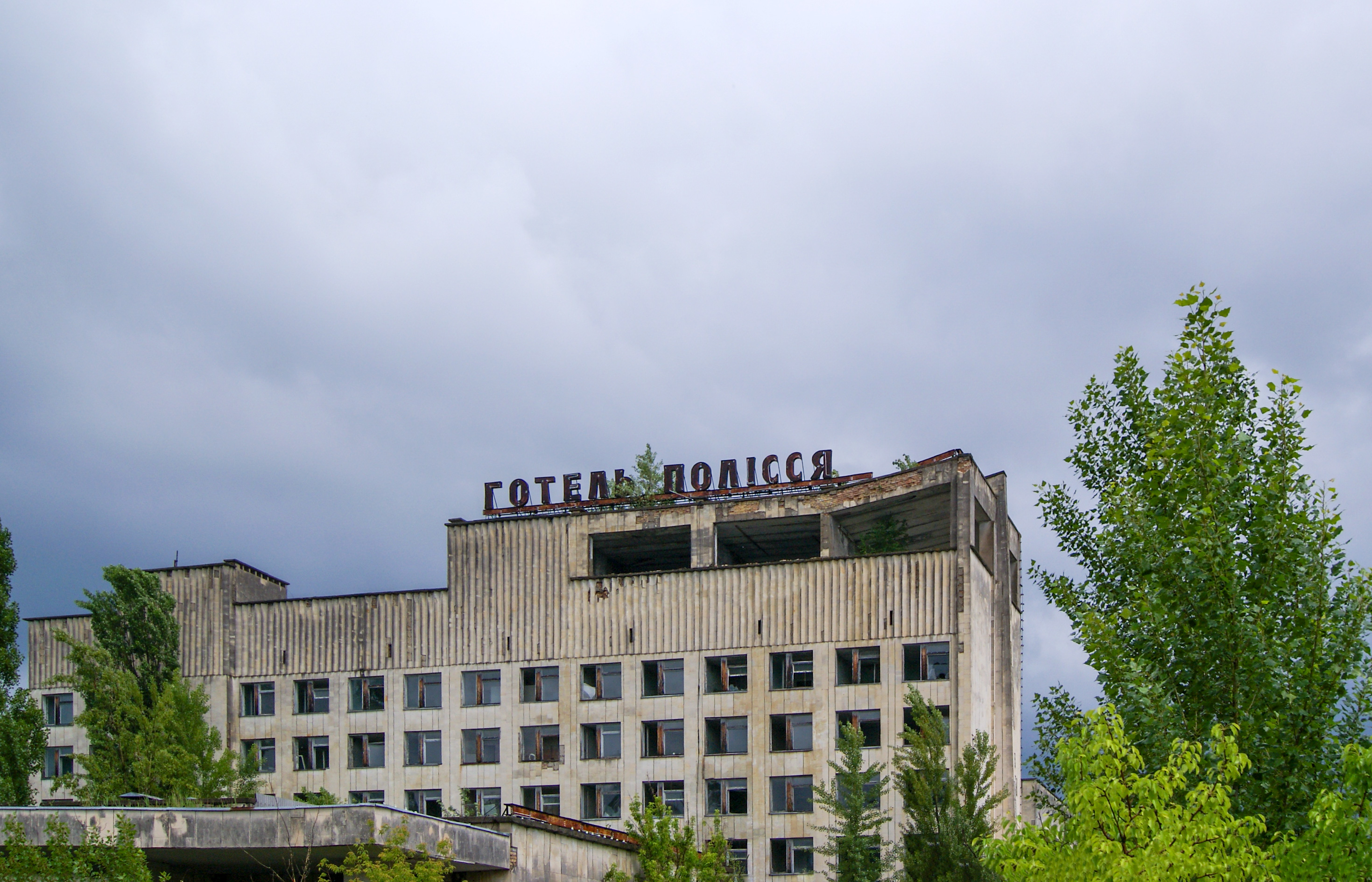